# 스카이 파사다 항공
스카이 파사다 항공(영어: Sky Pasada)은 필리핀의 지역 항공사로 총 11개 노선을 취항하고 있다. 본사는 필리핀 비날루난에 위치해 있으며 2010년에 설립했다. 또한 사용하고 있는 허브 공항으로 비날루난 공항, 카우얀 공항, 로아칸 공항, 뚜게가라오 공항, 니노이 아키노 국제공항이 있다.

## 보유 기종
- 2012년 3월 기준으로 스카이 파사다 항공은 다음과 같은 기종을 보유하고 있다.